# Aksiol
Aksiol (en rus: Аксёл) és un poble de la República de Mordòvia, a Rússia, segons el cens del 2010 tenia 603 habitants, pertany al districte de Témnikov.